# Vasile Bătrânac
Vasile Bătrânac (n. 1925, la Plopi) a fost un prizonier politic din Uniunea Sovietică și șeful grupului antisovietic Arcașii lui Ștefan.

## Biografie
Tatăl său, Ion Bătrânac, a fost arestat în 1944 pentru activitatea sa antisovietică. Organizația Națională din Basarabia Arcașii lui Ștefan a fost formată în 1945, pe teritoriul fostului județ Soroca, de către pedagogii Vasile Bătrânac, Victor Solovei, Nicolae Prăjină, Teodosie Guzun, Anton Romașcan și studentul Școlii Pedagogice din Soroca Nichita Brumă. Vasile Bătrânac era conducătorul grupului. Cât timp a fost liderul organizației, Vasile Bătrânac a folosit numele conspirativ Vasile Plopeanu.
În martie 1947, organizația număra 140 de membri. Pe 23 martie 1947, Vasile Bătrânac și Vasile Cvasniuc au fost arestați. Pe 11 iunie 1947, Bătrânac a fost condamnat la 25 de ani de lagăr și deportat în Siberia.